# Трећа лига Србије и Црне Горе у фудбалу 2004/05.
Трећа лига Србије и Црне Горе у сезони 2004/05. било је друго такмичење под тим именом, након промјене имена државе из СР Југославија, а укупно тринаесто такмичење организовано од стране фудбалског савеза Србије и Црне Горе од оснивања лиге 1992, након распада дотадашње СФР Југославије и то је трећи степен такмичења у Србији и Црној Гори.
Трећа лига Србије и Црне Горе подијељена је територијално, на пет зона: Београд, Војводина, Исток, Запад и Црна Гора. у свакој зони такмичи се по 18 клубова, изузев Црне Горе гдје се од сезоне 2004/05 такмичи 12 клубова. Из сваке зоне првак ће изборити пласман у Другу лигу, која је од сезоне 2004/05 подијељена на двије зоне — Прва лига Србије и Прва лига Црне Горе; прваци зона Београд, Војводина, Исток и Запад пласираће се у Прву лигу Србије, док другопласиране екипе иду у зонски плеј оф за пласман у Прву лигу Србије, два побједника плеј оф дуела играће против седамнаестопласиране и осамнаестопласиране екипе из Прве лиге за мјесто у Првој лиги Србије за сезону 2005/06. Првак Друге лиге Црне Горе пласираће се у Прву лигу Црне Горе, док другопласирани иде у плеј оф. Број тимова који испадају из лиге зависи од зоне: из зоне Београд испадају два или три клуба, због проширења лиге на 20 клубова од сезоне 2005/06; из осталих зона испадају три или четири клуба, у зависности од екипа које преко плеј офа обезбиједе мјесто у вишем рангу; из Црне Горе испадају два клуба.

## Зона Београд
У зони Београд учествује 18 клубова, свако са сваким кући и на страни по једном. На крају сезоне првак ће се пласирати у Прву лигу Србије за сезону — Другу лигу Србије и Црне Горе, која је од сезоне 2004/05 подијељена на двије (Прва лига Србије и Прва лига Црне Горе), умјесто четири дотадашње зоне (Исток, Запад, Сјевер, Југ); другопласирани тим иде у плеј оф за улазак у Прву лигу Србије са другопласираним клубовима из остале три зоне. Из лиге испадају два клуба.
У сезони 2003/04 из лиге су испали Срем из Јакова и Комград из Београда. Умјесто њих, у Трећу лигу — Београд пласирали су се Колубара из Лазаревца и БПИ Пекар из Београда.
Из Друге лиге — Исток у Трећу лигу — Београд испао је Београд из Београда. У Прву лигу Србије (Друга лига Србије и Црне Горе) за сезону 2004/05 пласирао се Вождовац.

### Табела
| Мјесто | Екипа               | Играно | Побједа | Неријешено | Изгубио | Дао гол. | При. гол. | Гол-разлика | Бодови | Напомене                    |
| ------ | ------------------- | ------ | ------- | ---------- | ------- | -------- | --------- | ----------- | ------ | --------------------------- |
| 1      | Младеновац          | 34     | 20      | 7          | 7       | 66       | 34        | +32         | 67     | Прва лига Србије            |
| 2      | Посавац Кнежевац    | 34     | 14      | 15         | 5       | 48       | 34        | +14         | 57     | Плеј оф за Прву лигу Србије |
| 3      | Колубара            | 34     | 17      | 6          | 11      | 52       | 37        | +15         | 57     |                             |
| 4      | Телеоптик           | 34     | 16      | 8          | 10      | 60       | 41        | +19         | 56     |                             |
| 5      | БАСК                | 34     | 15      | 10         | 9       | 49       | 42        | +7          | 55     | Прва лига Србије            |
| 6      | Жељезничар Београд  | 34     | 16      | 6          | 12      | 61       | 53        | +8          | 54     |                             |
| 7      | Жарково             | 34     | 16      | 5          | 13      | 51       | 43        | +8          | 53     |                             |
| 8      | Београд             | 34     | 15      | 7          | 12      | 49       | 48        | +1          | 52     |                             |
| 9      | Сопот               | 34     | 14      | 6          | 14      | 54       | 44        | +10         | 48     |                             |
| 10     | БСК Борча           | 34     | 12      | 10         | 12      | 37       | 38        | -1          | 46     |                             |
| 11     | Дорћол              | 34     | 11      | 9          | 14      | 45       | 51        | -6          | 42     |                             |
| 12     | Графичар            | 34     | 11      | 8          | 15      | 51       | 55        | -4          | 41     |                             |
| 13     | БПИ Пекар           | 34     | 10      | 10         | 14      | 44       | 65        | -21         | 40     |                             |
| 14     | Јединство Сурчин    | 34     | 10      | 9          | 15      | 52       | 57        | -5          | 39     |                             |
| 15     | ПКБ                 | 34     | 8       | 13         | 13      | 33       | 40        | -7          | 37     |                             |
| 16     | Будућност Добановци | 34     | 10      | 8          | 16      | 35       | 53        | -18         | 35     |                             |
| 17     | Балкан Буковица     | 34     | 9       | 10         | 15      | 37       | 58        | -21         | 34     |                             |
| 18     | Млади Обилић        | 34     | 6       | 5          | 23      | 42       | 73        | -31         | 23     | Четврта лига — Београд      |

- Младеновац се пласирао у Прву лигу Србије (Друга лига Србије и Црне Горе);
- БАСК се пласирао у Прву лигу Србије (Друга лига Србије и Црне Горе) након одустајања Хајдука и Радничког;
- Посавац Кнежевац - плеј оф за Прву лигу Србије са другопласираним клубовима из друге три зоне;
- Млади Обилић - испао у Четврту лигу — Београд.
- Будућност Добановци -3 бода;
- Балкан Буковица -3 бода;
- Балкан Буковица је требало да испадне у Четврту лигу, али су Раднички Југопетрол и Хајдук Београд одустали од наступа у Другој лиги и такмичиће се у Трећој у сезони 2005/06; мјесто у Другој лиги заузео је БАСК, док је Балкан опстао у Трећој због изједначавања броја клубова.

## Зона Војводина
У зони Војводина учествује 18 клубова, свако са сваким кући и на страни по једном. На крају сезоне првак ће се пласирати у Прву лигу Србије за сезону 2005/06, док другопласирани иде у плеј оф за улазак у Прву лигу Србије са другопласираним клубовима из остале три зоне. Из лиге испадају три клуба.
У сезони 2003/04 из лиге су испали Палић из Палића, Инђија из Инђије, Јединство Стевић из Качарева, Кабел из Новог Сада, Његош из Ловћенца и Динамо из Панчева. Умјесто њих, у Трећу лигу — Војводина пласирали су се Глогоњ из Глогоња и Полет из Растине.
Из Друге лиге — Сјевер у Трећу лигу — Војводина испали су Младост Лукс из Лукићева, Елан из Србобрана, Ветерник из Ветерника, Врбас из Врбаса и Бечеј из Бечеја. У Прву лигу Србије (Друга лига Србије и Црне Горе) за сезону 2004/05 пласирао се Спартак из Суботице.

### Табела
| Мјесто | Екипа                | Играно | Побједа | Неријешено | Изгубио | Дао гол. | При. гол. | Гол-разлика | Бодови | Напомене                    |
| ------ | -------------------- | ------ | ------- | ---------- | ------- | -------- | --------- | ----------- | ------ | --------------------------- |
| 1      | Глогоњ               | 34     | 28      | 2          | 4       | 89       | 31        | +58         | 86     | Прва лига Србије            |
| 2      | ЧСК Пивара           | 34     | 25      | 3          | 6       | 104      | 26        | +78         | 78     | Плеј оф за Прву лигу Србије |
| 3      | Цемент Беочин        | 34     | 15      | 4          | 15      | 53       | 53        | 0           | 49     |                             |
| 4      | Бачка                | 34     | 14      | 6          | 14      | 49       | 51        | -1          | 48     |                             |
| 5      | Врбас                | 34     | 14      | 6          | 14      | 42       | 44        | -2          | 48     |                             |
| 6      | Таванкут             | 34     | 13      | 8          | 13      | 53       | 53        | 0           | 47     |                             |
| 7      | Бечеј                | 34     | 13      | 7          | 14      | 45       | 43        | +2          | 46     |                             |
| 8      | Раднички Нова Пазова | 34     | 13      | 7          | 14      | 45       | 46        | -1          | 46     |                             |
| 9      | Биг Бул              | 34     | 12      | 10         | 12      | 50       | 54        | -4          | 46     |                             |
| 10     | Шајкаш               | 34     | 14      | 4          | 16      | 53       | 60        | -7          | 46     |                             |
| 11     | Црвенка              | 34     | 14      | 3          | 17      | 66       | 71        | -5          | 45     |                             |
| 12     | ОФК Кикинда          | 34     | 13      | 6          | 15      | 43       | 50        | -7          | 45     |                             |
| 13     | Полет Растина        | 34     | 14      | 3          | 17      | 56       | 74        | -18         | 45     |                             |
| 14     | Текстилац Итес       | 34     | 13      | 5          | 16      | 49       | 55        | -6          | 44     |                             |
| 15     | Елан                 | 34     | 13      | 5          | 16      | 37       | 52        | -15         | 44     |                             |
| 16     | Ветерник             | 34     | 11      | 8          | 15      | 47       | 59        | -12         | 41     | Четврта лига — Војводина    |
| 17     | Раднички Бајмок      | 34     | 9       | 8          | 17      | 40       | 66        | -26         | 35     | Четврта лига — Војводина    |
| 18     | Младост Лукс         | 34     | 8       | 5          | 21      | 33       | 66        | -33         | 29     | Пета лига                   |

- Глогоњ се пласирао у Прву лигу Србије (Друга лига Србије и Црне Горе).
- Ветерник - испао у Четврту лигу — Војводина (Запад);
- Раднички Бајмок - испао у Четврту лигу — Војводина (Сјевер);
- Младост Лукс је напустио лигу након 27 кола, преостале утакмице регистроване су службеним резултатом 3:0 у корист противника. Сходно прпозицијама, Младост је избачена у Пету лигу.[7]

## Зона Исток
У зони Исток учествује 18 клубова, свако са сваким кући и на страни по једном. Ово је друга сезона зоне Исток, настала спајањем зона Тимок и Ниш. На крају сезоне, побједник ће изборити пласман у Прву лигу Србије — Другу лигу Србије и Црне Горе, која је од сезоне 2004/05 подијељена на двије (Прва лига Србије и Прва лига Црне Горе), умјесто четири дотадашње зоне (Исток, Запад, Сјевер, Југ), док другопласирани иде у плеј оф за улазак у Прву лигу Србије са другопласираним клубовима из остале три зоне. Из лиге испадају три или четири клуба, у зависности од тога да ли ће се другопласирани тим пласирати у виши ранг. Ако се пласира, испадају три клуба, ако остане у Трећој лиги — испадају четири клуба.
У сезони 2003/04 из лиге су испали Ђердап из Кладова, БСК из Бујановца, Бор из Бора, Јединство из Беле Паланке, Синђелић из Ниша, и Житорађа из Житорађе. Умјесто њих, у Трећу лигу — Исток пласирали су се Јединство из Параћина из Поморавске зоне; Мајданпек из Мајданпека из Тимочке зоне; Пуковац из Пуковца из Нишке зоне и Алми Морава из Владичиног Хана из Јужноморавске зоне.
Из Друге лиге — Исток у Трећу лигу — Исток испали су Раднички из Пирота, Тимок из Зајечара и Морава из Ћуприје. У Прву лигу Србије (Друга лига Србије и Црне Горе) за сезону 2004/05 пласирала се Косаница из Куршумлије.

### Табела
| Мјесто | Екипа                  | Играно | Побједа | Неријешено | Изгубио | Дао гол. | При. гол. | Гол-разлика | Бодови | Напомене                    |
| ------ | ---------------------- | ------ | ------- | ---------- | ------- | -------- | --------- | ----------- | ------ | --------------------------- |
| 1      | Раднички Пирот         | 34     | 23      | 6          | 5       | 114      | 33        | +81         | 75     | Прва лига Србије            |
| 2      | Жељезничар Ниш         | 34     | 21      | 6          | 7       | 87       | 37        | +50         | 69     | Плеј оф за Прву лигу Србије |
| 3      | Дубочица               | 34     | 18      | 11         | 5       | 60       | 29        | +31         | 65     |                             |
| 4      | Јединство Доња Мутница | 34     | 19      | 4          | 11      | 76       | 48        | +28         | 61     |                             |
| 5      | Рудар Фахоп            | 34     | 18      | 6          | 10      | 80       | 56        | +24         | 60     |                             |
| 6      | Цар Константин         | 34     | 18      | 4          | 12      | 82       | 52        | +30         | 58     |                             |
| 7      | Динамо Врање           | 34     | 16      | 7          | 11      | 56       | 44        | +12         | 55     |                             |
| 8      | Тимок                  | 34     | 15      | 7          | 12      | 68       | 45        | +13         | 52     |                             |
| 9      | Јединство Параћин      | 34     | 14      | 5          | 15      | 50       | 49        | +1          | 47     |                             |
| 10     | Морава Владичин Хан    | 34     | 13      | 7          | 14      | 58       | 60        | -2          | 46     |                             |
| 11     | Пуковац                | 34     | 13      | 7          | 14      | 55       | 73        | -18         | 46     |                             |
| 12     | Радан Лебане           | 34     | 12      | 9          | 13      | 45       | 50        | -1          | 45     |                             |
| 13     | Морава Ћуприја         | 34     | 14      | 2          | 18      | 52       | 77        | -25         | 44     | Одустала од такмичња        |
| 14     | Хајдук Вељко           | 34     | 11      | 8          | 15      | 47       | 57        | -10         | 41     | Бараж за опстанак           |
| 15     | Морава Рибаре          | 34     | 13      | 2          | 19      | 43       | 70        | -27         | 41     | Бараж за опстанак           |
| 16     | 14. октобар            | 34     | 10      | 5          | 19      | 39       | 62        | -23         | 35     | Четврта лига                |
| 17     | Мајданпек              | 34     | 7       | 1          | 26      | 31       | 102       | -71         | 22     | Четврта лига                |
| 18     | СФС Борац Параћин      | 34     | 1       | 3          | 30      | 14       | 113       | -99         | 6      | Четврта лига                |

- Раднички Пирот се пласирао у Прву лигу Србије (Друга лига Србије и Црне Горе);
- Жељезничар Ниш - плеј оф за Прву лигу Србије са другопласираним клубовима из друге три зоне;
- Хајдук Вељко - бараж за опстанак у Трећој лиги са Моравом;
- Морава Рибаре - бараж за опстанак у Трећој лиги са Хајдук Вељком;
- Морава Ћуприја - одустала од такмичења у сезони 2005/06;
- 14. октобар - испао у Четврту лигу — Поморавска зона);
- Мајданпек - испао у Четврту лигу — Тимочка зона;
- СФС Борац Параћин - испао у Четврту лигу — Поморавска зона.

### Бараж за опстанак у Трећој лиги
На крају сезоне Хајдук Вељко и Морава Рибаре су имали исти број бодова, уз идентичан резултат у оба меча и играли су бараж за опстанак.
|    | Мини табела међусобних дуела Хајдук Вељка и Мораве: | И | Д | Н | И | ДГ | ПГ | ГР | Бод. |
| -- | --------------------------------------------------- | - | - | - | - | -- | -- | -- | ---- |
| 1. | Хајдук Вељко                                        | 2 | 1 | 0 | 1 | 3  | 3  | 0  | 3    |
| 2. | Морава Рибаре                                       | 2 | 1 | 0 | 1 | 3  | 3  | 0  | 3    |

#### Први меч
| Хајдук Вељко | 2:2 | Морава Рибаре |
| ------------ | --- | ------------- |
|              |     |               |

#### Реванш меч
| Морава Рибаре | 2:0 | Хајдук Вељко |
| ------------- | --- | ------------ |
|               |     |              |

Морава Рибаре је опстала у Трећој лиги — Исток, док је Хајдук Вељко испао у Четрту лигу — Тимочка зона.

## Зона Запад
У зони Запад такмичи се 18 клубова, свако са сваким кући и на страни по једном. Ово је друга сезона зоне Запад, настала спајањем зона Морава и Дунав. На крају сезоне, побједник ће изборити пласман у Прву лигу Србије — Другу лигу Србије и Црне Горе, која је од сезоне 2004/05 подијељена на двије (Прва лига Србије и Прва лига Црне Горе), умјесто четири дотадашње зоне (Исток, Запад, Сјевер, Југ); другопласирани тим иде у плеј оф за улазак у Прву лигу Србије са другопласираним клубовима из остале три зоне. Из лиге испадају три или четири клуба, у зависности од тога да ли ће се другопласирани тим пласирати у виши ранг. Ако се пласира, испадају три клуба, ако остане у Трећој лиги — испадају четири клуба.
У сезони 2003/04 из лиге су испали Будућност из Ваљева, Ремонт из Чачка, Јошаница из Новог Пазара, Селевац из Селевца, ФАП из Прибоја, Слога из Петровца на Млави, Шумадија из Аранђеловца и Спартак из Љига. Умјесто њих, у Трећу лигу — Запад пласирали су се Рудар из Костолца из Подунавске зоне; Милан из Ваљева из Посавске зоне; Металац Трговачки из Краљева из Шумадијске зоне; Слога из Пожеге из Моравичке зоне.
Из Друге лиге — Исток у Трећу лигу — Запад испао је Млади Радник из Пожаревца, као лошији у баражу три клуба из три зоне Друге лиге. Из Друге лиге — Запад у Трећу лигу — Запад испали су Шумадија из Крагујевца, Металац из Горњег Милановца, Бане из Рашке и Лозница из Лознице. У Прву лигу Србије (Друга лига Србије и Црне Горе) за сезону 2004/05 пласирала се Младост из Лучана.

### Табела
| Мјесто | Екипа                   | Играно | Побједа | Неријешено | Изгубио | Дао гол. | При. гол. | Гол-разлика | Бодови | Напомене                    |
| ------ | ----------------------- | ------ | ------- | ---------- | ------- | -------- | --------- | ----------- | ------ | --------------------------- |
| 1      | Раднички Крагујевац     | 34     | 21      | 9          | 4       | 60       | 18        | +42         | 72     | Прва лига Србије            |
| 2      | Севојно                 | 34     | 20      | 8          | 6       | 77       | 36        | +41         | 68     | Плеј оф за Прву лигу Србије |
| 3      | Млади радник            | 34     | 18      | 11         | 15      | 45       | 23        | +22         | 65     |                             |
| 4      | Слобода Ужице           | 34     | 17      | 7          | 10      | 43       | 23        | +20         | 58     |                             |
| 5      | Јединство Путеви        | 34     | 14      | 8          | 12      | 32       | 37        | -5          | 50     |                             |
| 6      | Инон                    | 34     | 12      | 12         | 10      | 33       | 37        | -4          | 48     |                             |
| 7      | Металац Горњи Милановац | 34     | 13      | 8          | 13      | 41       | 32        | +9          | 47     |                             |
| 8      | Таково Горњи Милановац  | 34     | 12      | 10         | 12      | 37       | 37        | 0           | 46     |                             |
| 9      | Рудар Костолац          | 34     | 11      | 12         | 11      | 41       | 39        | +2          | 45     |                             |
| 10     | Металац Трговачки       | 34     | 12      | 9          | 13      | 37       | 44        | -7          | 45     |                             |
| 11     | Милан Ваљево            | 34     | 10      | 13         | 11      | 45       | 45        | 0           | 43     |                             |
| 12     | Жељезничар Смедерево    | 34     | 11      | 10         | 13      | 35       | 49        | -14         | 43     |                             |
| 13     | Слога Пожега            | 34     | 11      | 9          | 14      | 43       | 43        | 0           | 42     |                             |
| 14     | Шумадија Крагујевац     | 34     | 11      | 9          | 14      | 43       | 43        | 0           | 42     |                             |
| 15     | Лозница                 | 34     | 11      | 5          | 18      | 41       | 57        | -16         | 38     |                             |
| 16     | Раднички Стобекс        | 34     | 11      | 6          | 17      | 44       | 53        | -9          | 36     | Четврта лига                |
| 17     | Звижд Кучево            | 34     | 8       | 6          | 20      | 37       | 63        | -26         | 30     | Четврта лига                |
| 18     | Бане                    | 34     | 2       | 10         | 22      | 20       | 75        | -55         | 16     | Четврта лига                |

- Раднички Крагујевац се пласирао у Прву лигу Србије (Друга лига Србије и Црне Горе);
- Севојно - плеј оф за Прву лигу Србије са другопласираним клубовима из друге три зоне;
- Раднички Стобекс -3 бода;
- Раднички Стобекс - испао у Четврту лигу — Посавска зона);
- Звижд Кучево - испао у Четврту лигу — Подунавска зона;
- Бане - испао у Четврту лигу — Шумадијска зона.

## Зона Црна Гора
У сезони 2003/04 из лиге је због смањења броја клубова са 16 на 12, испало шест клубова: Забјело, Рибница и Дрезга из Подгорице; Беране из Берана, Игало ХТП Бока из Игала и Бијела из Бијеле (Херцег Нови). Умјесто њих, у Другу лигу Црне Горе пласирали су се Брсково из Мојковца и Цетиње са Цетиња, као побједници баража Четврте лиге група Црна Гора.
Из Друге лиге зона Југ испао је Челик из Никшића. У Прву лигу Црне Горе за сезону 2004/05. пласирао се Дечић из Тузи, као побједник Треће лиге група Црна Гора.

### Табела
| Мјесто | Екипа          | Играно | Побједа | Неријешено | Изгубио | Дао гол. | При. гол. | Гол-разлика | Бодови | Напомене                     |
| ------ | -------------- | ------ | ------- | ---------- | ------- | -------- | --------- | ----------- | ------ | ---------------------------- |
| 1      | Зора           | 33     | 20      | 9          | 4       | 62       | 17        | 45          | 69     | Прва лига Црне Горе          |
| 2      | Гусиње         | 33     | 16      | 8          | 9       | 47       | 34        | 13          | 56     | Бараж за Прву лигу Црне Горе |
| 3      | Искра          | 33     | 14      | 11         | 8       | 39       | 24        | 15          | 53     |                              |
| 4      | Ибар           | 33     | 14      | 9          | 10      | 31       | 27        | 4           | 51     |                              |
| 5      | Црвена Стијена | 33     | 12      | 11         | 10      | 33       | 20        | 13          | 47     |                              |
| 6      | Братство       | 33     | 13      | 5          | 15      | 52       | 52        | 0           | 44     |                              |
| 7      | Арсенал        | 33     | 12      | 8          | 13      | 35       | 39        | -4          | 44     |                              |
| 8      | Цетиње         | 33     | 13      | 4          | 16      | 30       | 41        | -11         | 43     |                              |
| 9      | Челик          | 33     | 11      | 10         | 12      | 30       | 36        | -6          | 41     |                              |
| 10     | Брсково        | 33     | 12      | 5          | 16      | 40       | 52        | -12         | 41     |                              |
| 11     | Ловћен         | 33     | 11      | 7          | 15      | 39       | 38        | 1           | 44     |                              |
| 12     | Језеро         | 33     | 5       | 3          | 25      | 21       | 70        | -49         | 17     | Трећа лига Црне Горе         |

- Зора се пласирала у Прву лигу Црне Горе (Друга лига Србије и Црне Горе).
- Младост Испала из Друге лиге — Југ у Трећу лигу — Црна Гора (од сезоне 2004/05 Друга лига Црне Горе).
- Ловћен првобитно требало да испадне у Четврту лигу — Црна Гора (Јужна регија), али је Игало одустало од такмичења.
- Језеро испада у Четврту лигу — Црна Гора (Сјеверна регија).
- Челик -2 бода.
- Језеро -1 бод

За опстанак у Првој лиги Црне Горе, односно улазак у Прву лигу Црне Горе разигравају:
- Морнар - 9 мјесто у Другој лиги — Југ;
- Гусиње - 2 мјесто у Трећој лиги — Црна Гора

### Доигравање за пласман у Прву лигу Црне Горе
Након завршетка првенства другопласирана екипа из Друге лиге играла је са деветопласираном екипом из Прве лиге за мјесто у Првој лиги Црне Горе (Друга лига Србије и Црне Горе) у сезони 2005/06.

#### Први меч
| Гусиње | 1:1 | Морнар |
| ------ | --- | ------ |
|        |     |        |

#### Реванш меч
| Морнар | 1:0 | Гусиње |
| ------ | --- | ------ |
|        |     |        |

У Прву лигу Црне Горе 2005/06. пласирао се Морнар из Бара.

## Плеј оф за пласман у Другу лигу
Другопласирани тимови из зона Београд, Војводина, Исток и Запад играју међусобни плеј оф за улазак у Прву лигу Србије (Друга лига Србије и Црне Горе). два побједника плеј оф дуела играће против седамнаестопласиране и осамнаестопласиране екипе из Прве лиге за мјесто у Првој лиги Србије за сезону 2005/06.

### Зонски плеј оф
У плеј офу учествују:
- Посавац Кнежевац - другопласирани из зоне Београд;
- ЧСК Пивара - другопласирани из зоне Војводина;
- Жељезничар Ниш - другопласирани из зоне Исток и
- Севојно - другопласирани из зоне Запад

#### Први мечеви
| Посавац Кнежевац | 1:1 | ЧСК Пивара |
| ---------------- | --- | ---------- |
|                  |     |            |

| Севојно | 7:1 | Жељезничар Ниш |
| ------- | --- | -------------- |
|         |     |                |

#### Реванш мечеви
| ЧСК Пивара | 5:1 | Посавац Кнежевац |
| ---------- | --- | ---------------- |
|            |     |                  |

- Реванш меч између Севојна и Жељезничара из Ниша није одигран.

ЧСК Пивара и Севојно су се пласирали у плеј оф са друголигашима.

### Плеј оф са друголигашима
У плеј офу учествују:
- Раднички Обреновац - 17 мјесто у Првој лиги Србије;
- Пролетер Зрењанин - 18 мјесто у Првој лиги Србије;
- ЧСК Пивара - другопласирани из зоне Војводина; и
- Севојно - другопласирани из зоне Запад.

#### Први мечеви
| ЧСК Пивара | 2:1 | Пролетер Зрењанин |
| ---------- | --- | ----------------- |
|            |     |                   |

| Севојно | 3:0 | Раднички Обреновац |
| ------- | --- | ------------------ |
|         |     |                    |

#### Реванш мечеви
| Пролетер Зрењанин | 0:0 | ЧСК Пивара |
| ----------------- | --- | ---------- |
|                   |     |            |

| Раднички Обреновац | 0:1 | Севојно |
| ------------------ | --- | ------- |
|                    |     |         |

У Прву лигу Србије 2005/06 (Друга лига Србије и Црне Горе) пласирали су се Севојно и ЧСК Пивара. Раднички Обреновац ће у сезони 2005/06 наступати у Трећој лиги — Београд, док ће Пролетер Зрењанин наступати у Трећој лиги — Војводина.